# Chonocephalus hirsutus
Chonocephalus hirsutus är en tvåvingeart som beskrevs av Richard Mitchell Bohart 1947. Chonocephalus hirsutus ingår i släktet Chonocephalus och familjen puckelflugor.
Artens utbredningsområde är Guam. Inga underarter finns listade i Catalogue of Life.